# Stefan Kraft
Stefan Kraft (Schwarzach im Pongau, 13 maggio 1993) è un saltatore con gli sci austriaco.
Atleta di punta della nazionale austriaca negli anni 2010, nel suo palmarès figurano tra l'altro una medaglia d'oro olimpica, tredici medaglie iridate, quattro medaglie iridate di volo, tre Coppe del Mondo generali, tre Coppe del Mondo di volo e un Torneo dei quattro trampolini.

## Biografia

### Stagioni 2012-2015
In Coppa del Mondo ha esordito il 6 gennaio 2012 a Bischofshofen (54°) e ha ottenuto il primo podio nella medesima località esattamente un anno dopo, il 6 gennaio 2013 (3°). In carriera ha partecipato per la prima volta a un'edizione dei Campionati mondiali a Val di Fiemme 2013 (23° nel trampolino lungo il miglior risultato).
Ha colto la prima vittoria in Coppa del Mondo il 1º marzo 2014 a Lahti. Nella stagione successiva ha conquistato la 63ª edizione del Torneo dei quattro trampolini e ha partecipato ai Mondiali di Falun 2015, vincendo la medaglia d'argento nelle gare a squadre dal trampolino lungo, la medaglia di bronzo nel trampolino normale e classificandosi 5º nel trampolino lungo e 4º nella gara a squadre mista dal trampolino normale.

### Stagioni 2016-2019

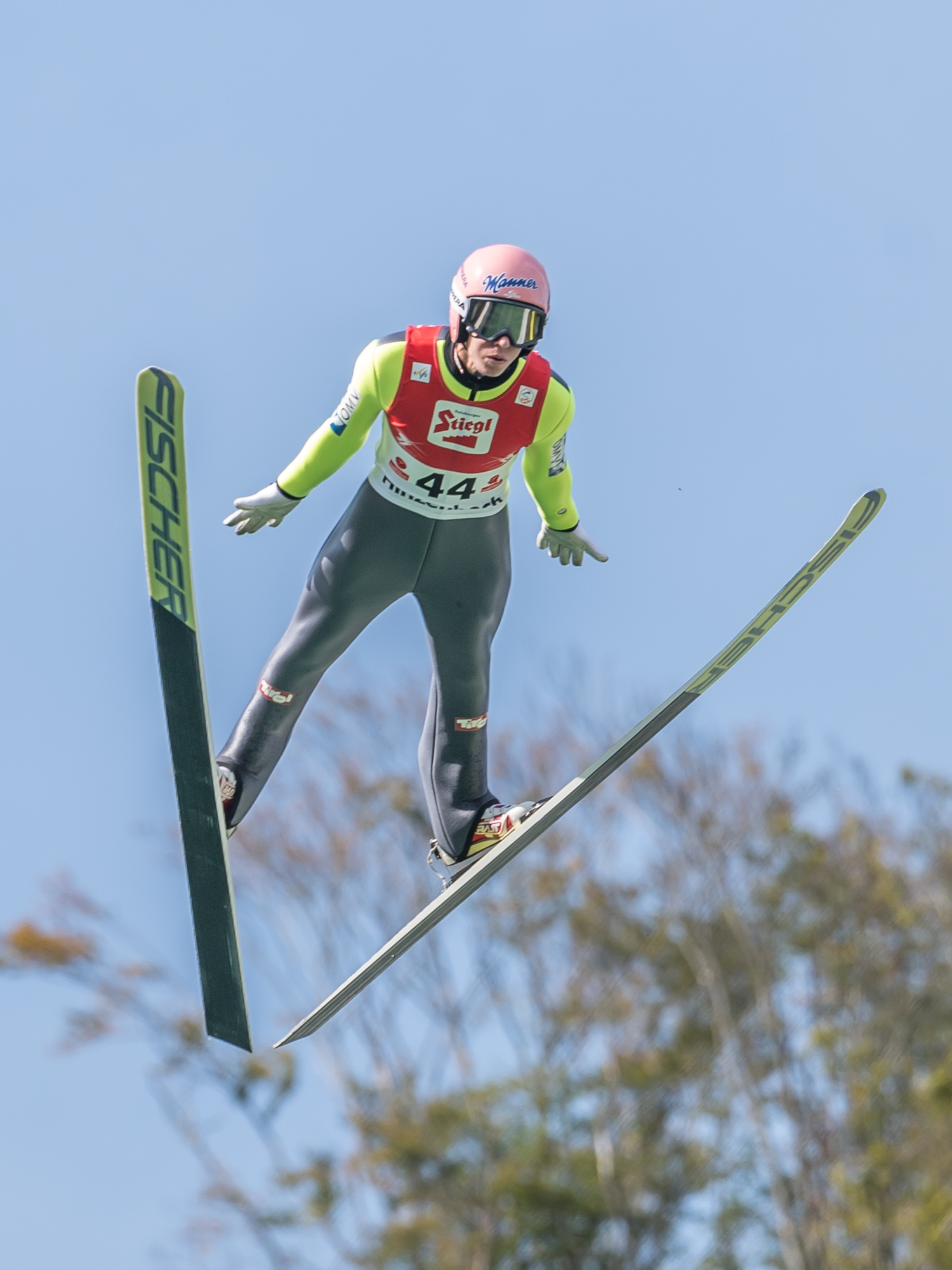
Stefan Kraft in gara a Hinzenbach nel 2016

Ha preso parte ai Mondiali di volo di Tauplitz 2016 vincendo la medaglia di bronzo sia nella gara individuale sia in quella a squadre. L'anno dopo, ai Mondiali di Lahti 2017, ha vinto la medaglia d'oro nel trampolino normale e nel trampolino lungo, quella d'argento nella gara a squadre mista dal trampolino normale e quella di bronzo nella gara a squadre dal trampolino lungo. Il 18 marzo 2017 ha stabilito il nuovo record del mondo di specialità con i 253,5 metri segnati sul trampolino Vikersundbakken di Vikersund e, nella stessa stagione, ha vinto sia la Coppa del Mondo generale, sia quella di volo.
Ai Mondiali di volo di Oberstdorf 2018 è stato 4º nella gara individuale e 5º in quella a squadre e ai XXIII Giochi olimpici invernali di Pyeongchang 2018, suo esordio olimpico, si è classificato 13º nel trampolino normale, 18º nel trampolino lungo e 4º nella gara a squadre. L'anno successivo ai Mondiali di Seefeld in Tirol ha vinto la medaglia d'argento nella gara a squadre e nella gara a squadre mista, quella di bronzo nel trampolino normale ed è stato 6º nel trampolino lungo; in quella stagione in Coppa del Mondo ha chiuso al 2º posto nella classifica generale vinta da Ryōyū Kobayashi.

### Stagioni 2020-2025
Nella successiva stagione 2019-2020 ha nuovamente conquistato sia la Coppa del Mondo generale, sia quella di volo; ai Mondiali di Oberstdorf 2021 ha vinto la medaglia d'oro nel trampolino lungo, la medaglia d'argento nella gara a squadre dal trampolino lungo, quella di bronzo nella gara a squadre mista e si è classificato 10º nel trampolino normale. Ai XXIV Giochi olimpici invernali di Pechino 2022 ha vinto la medaglia d'oro nella gara a squadre e si è classificato 10º nel trampolino normale, 13º nel trampolino lungo e 5º nella gara a squadre mista; ai successivi Mondiali di volo di Vikersund 2022 ha vinto la medaglia di bronzo nella gara individuale e si è piazzato 4º nella gara a squadre.
Ai Mondiali di Planica 2023 ha vinto la medaglia di bronzo nella gara a squadre ed è stato 4º nel trampolino normale, 6º nel trampolino lungo e 4º nella gara a squadre mista; in quella stagione 2022-2023 ha vinto per la terza volta in carriera la Coppa del Mondo di volo. Nella successiva stagione 2023-2024 ha vinto la medaglia d'oro nella gara individuale e quella d'argento nella gara a squadre ai Mondiali di volo di Tauplitz 2024 e la sua terza Coppa del Mondo generale; ai Mondiali di Trondheim 2025 si è aggiudicato la medaglia d'argento nella gara a squadre, quella di bronzo nella gara a squadre mista e si è classificato 6º nel trampolino normale e 12º nel trampolino lungo.

## Palmarès

### Olimpiadi
- 1 medaglia:
  - 1 oro (gara a squadre a Pechino 2022)

### Mondiali
- 15 medaglie:
  - 3 ori (trampolino normale, trampolino lungo a Lahti 2017; trampolino lungo a Oberstdorf 2021)
  - 6 argenti (gare a squadre dal trampolino lungo a Falun 2015; gara a squadre mista dal trampolino normale a Lahti 2017; gara a squadre dal trampolino lungo, gara a squadre mista dal trampolino normale a Seefeld in Tirol 2019; gara a squadre dal trampolino lungo a Oberstdorf 2021; gara a squadre a Trondheim 2025)
  - 6 bronzi (trampolino normale a Falun 2015; gare a squadre dal trampolino lungo a Lahti 2017; trampolino normale a Seefeld in Tirol 2019; gara a squadre mista dal trampolino normale a Oberstdorf 2021; gara a squadre a Planica 2023; gara a squadre mista a Trondheim 2025)

### Mondiali di volo
- 5 medaglie:
  - 1 oro (individuale a Tauplitz 2024)
  - 1 argento (gara a squadre a Tauplitz 2024)
  - 3 bronzi (individuale, gara a squadre a Tauplitz 2016; individuale a Vikersund 2022)

### Mondiali juniores
- 3 medaglie:
  - 1 oro (gara a squadre a Otepää 2011)
  - 1 argento (trampolino normale a Otepää 2011)
  - 2 bronzi (gara a squadre a Erzurum 2012; trampolino normale a Liberec 2013)

### Coppa del Mondo
- Vincitore della Coppa del Mondo nel 2017, nel 2020 e nel 2024
- Vincitore della Coppa del Mondo di volo con gli sci nel 2017, nel 2020 e nel 2023
- 172 podi (126 individuali, 46 a squadre):
  - 62 vittorie (45 individuali, 17 a squadre)
  - 50 secondi posti (37 individuali, 13 a squadre)
  - 60 terzi posti (44 individuali, 16 a squadre)

#### Coppa del Mondo - vittorie
| Data             | Località             | Nazione       | Trampolino                                                                              |
| ---------------- | -------------------- | ------------- | --------------------------------------------------------------------------------------- |
| 1º marzo 2014    | Lahti                | Finlandia     | Salpausselkä HS130 (con Thomas Diethart, Michael Hayböck e Gregor Schlierenzauer)       |
| 22 marzo 2014    | Planica              | Slovenia      | Bloudkova velikanka HS139 (con Andreas Kofler, Thomas Diethart e Gregor Schlierenzauer) |
| 29 dicembre 2014 | Oberstdorf           | Germania      | Schattenberg HS137                                                                      |
| 15 gennaio 2015  | Wisła                | Polonia       | Malinka HS134                                                                           |
| 8 marzo 2015     | Lahti                | Finlandia     | Salpausselkä HS130                                                                      |
| 24 gennaio 2016  | Zakopane             | Polonia       | Wielka Krokiew HS134                                                                    |
| 30 dicembre 2016 | Oberstdorf           | Germania      | Schattenberg HS137                                                                      |
| 4 febbraio 2017  | Oberstdorf           | Germania      | Heini Klopfer HS225                                                                     |
| 5 febbraio 2017  | Oberstdorf           | Germania      | Heini Klopfer HS225                                                                     |
| 15 febbraio 2017 | Pyeongchang Alpensia | Corea del Sud | Alpensia HS140                                                                          |
| 11 marzo 2017    | Oslo Holmenkollen    | Norvegia      | Holmenkollen HS134 (con Michael Hayböck, Manuel Fettner e Markus Schiffner)             |
| 12 marzo 2017    | Oslo Holmenkollen    | Norvegia      | Holmenkollen HS134                                                                      |
| 16 marzo 2017    | Trondheim            | Norvegia      | Granåsen HS138                                                                          |
| 24 marzo 2017    | Planica              | Slovenia      | Letalnica HS225                                                                         |
| 26 marzo 2017    | Planica              | Slovenia      | Letalnica HS225                                                                         |
| 20 gennaio 2019  | Zakopane             | Polonia       | Wielka Krokiew HS134                                                                    |
| 26 gennaio 2019  | Sapporo              | Giappone      | Ōkurayama HS137                                                                         |
| 27 gennaio 2019  | Sapporo              | Giappone      | Ōkurayama HS137                                                                         |
| 9 febbraio 2019  | Lahti                | Finlandia     | Salpausselkä HS130 (con Philipp Aschenwald, Gregor Schlierenzauer e Michael Hayböck)    |
| 12 marzo 2019    | Lillehammer          | Norvegia      | Lysgårdsbakken HS140                                                                    |
| 23 novembre 2019 | Wisła                | Polonia       | Malinka HS134 (con Philipp Aschenwald, Daniel Huber e Jan Hörl)                         |
| 8 dicembre 2019  | Nižnij Tagil         | Russia        | Aist HS134                                                                              |
| 2 febbraio 2020  | Sapporo              | Giappone      | Ōkurayama HS137                                                                         |
| 16 febbraio 2020 | Tauplitz             | Austria       | Kulm HS235                                                                              |
| 22 febbraio 2020 | Râșnov               | Romania       | Valea Cărbunării HS97                                                                   |
| 28 febbraio 2020 | Lahti                | Finlandia     | Salpausselkä HS130                                                                      |
| 21 novembre 2020 | Wisła                | Polonia       | Malinka HS134 (con Michael Hayböck, Philipp Aschenwald e Daniel Huber)                  |
| 4 dicembre 2021  | Wisła                | Polonia       | Malinka HS134 (con Manuel Fettner, Jan Hörl e Daniel Huber)                             |
| 11 dicembre 2021 | Klingenthal          | Germania      | Vogtland Arena HS140                                                                    |
| 25 febbraio 2022 | Lahti                | Finlandia     | Salpausselkä HS130                                                                      |
| 26 febbraio 2022 | Lahti                | Finlandia     | Salpausselkä HS130 (con Jan Hörl, Clemens Aigner e Ulrich Wohlgenannt)                  |
| 3 marzo 2022     | Lillehammer          | Norvegia      | Lysgårdsbakken HS140                                                                    |
| 19 marzo 2022    | Oberstdorf           | Germania      | Heini Klopfer HS235                                                                     |
| 27 novembre 2022 | Kuusamo              | Finlandia     | Rukatunturi HS142                                                                       |
| 10 dicembre 2022 | Titisee-Neustadt     | Germania      | Hochfirst HS142 (con Marita Kramer, Michael Hayböck e Eva Pinkelnig)                    |
| 14 gennaio 2023  | Zakopane             | Polonia       | Wielka Krokiew HS140 (con Daniel Tschofenig, Michael Hayböck e Manuel Fettner)          |
| 21 gennaio 2023  | Sapporo              | Giappone      | Ōkurayama HS134                                                                         |
| 12 marzo 2023    | Oslo Holmenkollen    | Norvegia      | Holmenkollen HS134                                                                      |
| 19 marzo 2023    | Vikersund            | Norvegia      | Vikersundbakken HS240                                                                   |
| 25 marzo 2023    | Lahti                | Finlandia     | Salpausselkä HS130 (con Daniel Tschofenig, Michael Hayböck e Jan Hörl)                  |
| 1º aprile 2023   | Planica              | Slovenia      | Letalnica HS240                                                                         |
| 1º aprile 2023   | Planica              | Slovenia      | Letalnica HS240 (con Daniel Tschofenig, Michael Hayböck e Jan Hörl)                     |
| 25 novembre 2023 | Kuusamo              | Finlandia     | Rukatunturi HS142                                                                       |
| 26 novembre 2023 | Kuusamo              | Finlandia     | Rukatunturi HS142                                                                       |
| 2 dicembre 2023  | Lillehammer          | Norvegia      | Lysgårdsbakken HS98                                                                     |
| 3 dicembre 2023  | Lillehammer          | Norvegia      | Lysgårdsbakken HS140                                                                    |
| 17 dicembre 2023 | Engelberg            | Svizzera      | Gross-Titlis-Schanze HS140                                                              |
| 6 gennaio 2024   | Bischofshofen        | Austria       | Paul Ausserleitner HS142                                                                |
| 20 gennaio 2024  | Zakopane             | Polonia       | Wielka Krokiew HS140 (con Michael Hayböck, Manuel Fettner e Jan Hörl)                   |
| 21 gennaio 2024  | Zakopane             | Polonia       | Wielka Krokiew HS140                                                                    |
| 10 febbraio 2024 | Lake Placid          | Stati Uniti   | MacKenzie HS128 (con Michael Hayböck)                                                   |
| 11 febbraio 2024 | Lake Placid          | Stati Uniti   | MacKenzie HS128                                                                         |
| 17 febbraio 2024 | Sapporo              | Giappone      | Ōkurayama HS134                                                                         |
| 25 febbraio 2024 | Oberstdorf           | Germania      | Heini Klopfer HS235                                                                     |
| 9 marzo 2024     | Oslo Holmenkollen    | Norvegia      | Holmenkollen HS134                                                                      |
| 13 marzo 2024    | Trondheim            | Norvegia      | Granåsen HS138                                                                          |
| 17 marzo 2024    | Vikersund            | Norvegia      | Vikersundbakken HS240                                                                   |
| 23 marzo 2024    | Planica              | Slovenia      | Letalnica HS240 (con Daniel Tschofenig, Michael Hayböck e Daniel Huber)                 |
| 29 dicembre 2024 | Oberstdorf           | Germania      | Schattenberg HS137                                                                      |
| 4 gennaio 2025   | Innsbruck            | Austria       | Bergisel HS128                                                                          |
| 18 gennaio 2025  | Zakopane             | Polonia       | Wielka Krokiew HS140 (con Jan Hörl, Maximilian Ortner e Daniel Tschofenig)              |
| 29 marzo 2025    | Planica              | Slovenia      | Letalnica HS240 (con Daniel Tschofenig, Manuel Fettner e Jan Hörl)                      |

#### Torneo dei quattro trampolini
- Vincitore del Torneo dei quattro trampolini nel 2015
- 14 podi di tappa[3]:
  - 5 vittorie
  - 2 secondi posti
  - 7 terzi posti

### Campionati austriaci
- 5 medaglie[4]:
  - 2 ori (HS130 nel 2015; HS98 nel 2016)
  - 2 argenti (HS108 nel 2015; HS140 nel 2016)
  - 1 bronzo (gara a squadre nel 2016)

## Riconoscimenti
- Medaglia Holmenkollen (2023)